# خانه جعفر نراقی
خانه مرحوم حاج شیخ جعفر نراقی مربوط به دوره قاجار است و در کاشان، محله پنجه شاه، خیابان باباافضل، دربند نراقی واقع شده و این اثر در تاریخ ۱۱ مرداد ۱۳۷۷ با شمارهٔ ثبت ۲۰۸۴ به‌عنوان یکی از آثار ملی ایران به ثبت رسیده است.